# 金力永磁
江西金力永磁科技股份有限公司，簡稱江西金力永磁科技股份，以及金力永磁（英語：JL Mag Rare-Earth Co.,Ltd.，深交所：300748、港交所：6680），是在2008年，由董事長蔡報貴，於總部江西省 贛州市創立前身「江西金力永磁科技有限公司」，業務在中國內地和全球經營生產、設計和銷售高性能釹鐵硼永磁材料。

## 历史[2]
在2008年，由董事長蔡報貴，於總部江西省 贛州市創立前身「江西金力永磁科技有限公司」。
2009年，公司試產和投產。
2014年3月，公司收購贛州勁力磁材加工有限公司；同年9月，成立香港旗下子公司。
2015年6月，更名為「江西金力永磁科技股份有限公司」。同年12月，曾在新三板上市，當時代碼：835009。
2016年9月，公司在日本成立JL Mag Rare-Earth Japan株式會社。
2018年9月21日，公司於深圳證券交易所創業板上市，招股定價為5.39元人民幣，發行新股為4,160萬股，集資額為2.24億元人民幣，用作新建高性能磁鐵、企業技術中心建設和生產綫自動化升級改造，其中深圳遠致富海九號投資企業、上海尚頎德連投資中心、北京金禾永磁投資管理中心（以上為有限合伙）等16家私募基金企業者，則已投資約1000萬元人民幣。
2022年1月14日，金力永磁於香港交易所主板上市，中國國有企業混合所有制改革基金、華潤集團旗下投資公司、中信保誠及中白產業投資基金，作為5名基石投資者，集資額為50.56億元人民幣，主要用於建設寧波生產基地、2023年底前用於潛在收購、研發、償還包頭生產基地項目建設貸款，以及營運資金及一般公司用途。